# George P. Wilbur
George Peter Wilbur (* 6. März 1941 in Kent, Connecticut; † 1. Februar 2023) war ein US-amerikanischer Schauspieler und Stuntman.

## Leben
Wilbur war der Sohn von Mary M. Cusack und Melvin Wilbur und wuchs in Connecticut auf; nach seiner Schulzeit diente er in der United States Navy. Im Anschluss an seine Militärzeit arbeitete er als Pferdepfleger (engl. wrangler) auf einer Ranch in Tucson im US-Bundesstaat Arizona.
Wilbur, dessen Tochter die Produzentin Gena Wilbur ist, starb im Alter von 81 Jahren.

## Karriere
1966 wirkte Wilbur als Statist in dem Western El Dorado mit und wurde als Ersatzdarsteller für John Wayne rekrutiert.
Nach seinem Umzug nach Kalifornien wirkte er als Stuntman und Stuntkoordinator in zahlreichen Fernsehserien und Filmen mit, beispielsweise in Stirb langsam, Die totale Erinnerung – Total Recall, Casino, Spider-Man, Poltergeist, Poltergeist II – Die andere Seite, Ghostbusters – Die Geisterjäger, Monster Busters, Der Exorzist III, Das Schweigen der Lämmer und Mars Attacks!. Aufgrund seiner umfassenden Arbeit wurde Wilbur in die „Ruhmeshalle der Hollywood Stuntmen“ aufgenommen.
Als Schauspieler war er in Filmen wie Flucht vom Planet der Affen aus dem Jahr 1971, den Stephen-King-Verfilmungen Running Man und Der Feuerteufel sowie in Ghostbusters II zu sehen und wirkte in Fernsehserien wie Kobra, übernehmen Sie, Der Sechs-Millionen-Dollar-Mann, Magnum, Der Denver-Clan und Zeit der Sehnsucht mit.
Bekannt wurde Wilbur aber vor allem durch die Verkörperung von Michael Myers in den Horrorfilmen Halloween IV – Michael Myers kehrt zurück und Halloween VI – Der Fluch des Michael Myers aus der Halloween-Filmreihe. In Halloween V – Die Rache des Michael Myers übernahm der Schauspieler und Stuntman Don Shanks die Rolle von Michael Myers und Wilbur trat nur als Stuntman in Erscheinung.
Seine letzte Rolle vor der Kamera war die eines Gefängniswärters in American Muscle im Jahr 2014.
Im deutschen Sprachraum wurde Wilbur unter anderem von Norbert Gescher, Wolfgang Kühne und Manfred Seipold synchronisiert.

## Auszeichnungen
Im Jahr 2001 wurde Wilbur als Teil des Ensembles von Der Sturm für den Taurus Award (World Stunt Awards) in der Kategorie „Best Water Work“ nominiert.

## Filmografie (Auswahl)

### Film
- 1971: Flucht vom Planet der Affen
- 1972: Hammer
- 1975: Dead Man on the Run (Fernsehfilm)
- 1975: Luftpiraten (Fernsehfilm)
- 1976: Die Todesreise (Death Journey)
- 1978: Movie Movie
- 1978: Der Mann aus San Fernando
- 1979: Silent Victory: The Kitty O’Neil Story (Fernsehfilm)
- 1979: Saat des Wahnsinns – Clonus Horror
- 1979: Goldie and the Boxer (Fernsehfilm)
- 1980: Von Küste zu Küste
- 1981: Goldie and the Boxer Go to Hollywood (Fernsehfilm)
- 1981: Auf dem Highway ist die Hölle los
- 1981: Hardcase (Fernsehfilm)
- 1981: Tanz in den Wolken (Pennies from Heaven)
- 1983: Zwei Fäuste für ein Baby (The Fighter; Fernsehfilm)
- 1983: Max Dugans Moneten (Max Dugan Returns)
- 1984: Der Feuerteufel
- 1986: Der City Hai
- 1987: Running Man
- 1988: Kid Gloves Last Fight (Split Decisions; auch: Sein letzter Kampf)
- 1988: Remote Control
- 1988: Halloween IV – Michael Myers kehrt zurück
- 1989: Ghostbusters II
- 1990: Der Harte und der Zarte
- 1990: Komm und sieh das Paradies
- 1991: Eve 8 – Außer Kontrolle
- 1991: Ein Foto für den Mörder (Fatal Exposure; Fernsehfilm)
- 1991: Wehrlos
- 1991: Hexenjagd in L.A. (Fernsehfilm)
- 1994: Homerun (Cobb)
- 1995: Halloween VI – Der Fluch des Michael Myers
- 2014: American Muscle

### Fernsehen
- 1970–1973: Kobra, übernehmen Sie
- 1973: Search
- 1977: Die Zwei mit dem Dreh
- 1978: Der Sechs-Millionen-Dollar-Mann
- 1978: Pearl Harbor (Miniserie)
- 1984: Operation: Maskerade
- 1984: Der Ninja-Meister
- 1984: Mike Hammer
- 1983–1985: Simon & Simon
- 1985: Hardcastle & McCormick
- 1986: Magnum
- 1989: Der Denver-Clan
- 1992: Zeit der Sehnsucht
- 1993: Renegade – Gnadenlose Jagd

### Stuntman und Stuntkoordinator
- 1966: El Dorado
- 1967: Man nannte ihn Hombre
- 1968: Planet der Affen
- 1969–1972: Kobra, übernehmen Sie (Fernsehserie)
- 1972: Eroberung vom Planet der Affen
- 1972: Blacula
- 1972: Die Höllenfahrt der Poseidon
- 1973: Ein Fremder ohne Namen
- 1973: Ein Fall für Cleopatra Jones
- 1973: Rauchende Colts (Fernsehserie)
- 1974: Der wilde wilde Westen
- 1974: König Ballermann (99 and 44/100% Dead)
- 1974: Flammendes Inferno
- 1975: Der Gangsterboß von New York
- 1975: Feuerwolke (Johnny Firecloud)
- 1975: Ein Mann nimmt Rache (Framed)
- 1975: Die Hindenburg
- 1976: Grizzly
- 1976: Die Todesreise (Death Journey)
- 1976: Die Sklavenhölle der Mandingos
- 1977: Der weiße Büffel
- 1977: Verschwörung in Black Oak (Black Oak Conspiracy)
- 1978: Hanging on a Star
- 1978: Pearl Harbor (Miniserie)
- 1979: Silent Victory: The Kitty O’Neil Story (Fernsehfilm)
- 1979: Jagd auf die Poseidon
- 1979: Sieben Stuntmänner räumen auf (The Fantastic Seven; Fernsehfilm)
- 1979: Saat des Wahnsinns – Clonus Horror
- 1980: Overkill – Durch die Hölle zur Ewigkeit
- 1980: Duell am Wind River (The Mountain Men)
- 1980: Von Küste zu Küste
- 1981: Delusion
- 1981: Die Klapperschlange
- 1981: Auf dem Highway ist die Hölle los
- 1981: Geheimauftrag Hollywood (Under the Rainbow)
- 1981: Best of Friends (Fernsehfilm)
- 1982: Talon im Kampf gegen das Imperium
- 1982: Poltergeist
- 1982: Star Trek II: Der Zorn des Khan
- 1982: Der weiße Hund von Beverly Hills
- 1982: Beastmaster – Der Befreier
- 1982: Halt’s Maul, Boss! (They Call Me Bruce?)
- 1982: Ein Sprung in der Schüssel
- 1983: Zwei ausgekochte Gauner
- 1983: Das fliegende Auge
- 1983: Dotterbart
- 1983: Das Osterman Weekend
- 1984: Der Feuerteufel (1984)
- 1984: Ghostbusters – Die Geisterjäger
- 1984: City Limits
- 1984: City Heat – Der Bulle und der Schnüffler
- 1985: Das mörderische Paradies
- 1985: Re-Animator
- 1985: Fletch – Der Troublemaker
- 1985: Kampf um Endor (Fernsehfilm)
- 1985: Die zweite Wahl – Eine Romanze (Murphy’s Romance)
- 1986: The Check Is in the Mail…
- 1986: Poltergeist II – Die andere Seite
- 1986: Ärger, nichts als Ärger
- 1987: Ausgelöscht
- 1987: Blondinen sterben früher (Slam Dance)
- 1987: Monster Busters
- 1988: Der Couch-Trip
- 1988: Kid Gloves Last Fight (Split Decisions; auch: Sein letzter Kampf)
- 1988: Remote Control
- 1988: Colors – Farben der Gewalt
- 1988: Two Moon Junction – Fesseln der Leidenschaft
- 1988: Dead Heat
- 1988: Stirb langsam
- 1988: Halloween 4 – Michael Myers kehrt zurück
- 1988: Moonwalker
- 1989: Winter People – Wie ein Blatt im Wind
- 1989: Meine teuflischen Nachbarn
- 1989: Der Denver-Clan (Fernsehserie)
- 1989: Geschichten aus der Gruft (Fernsehserie)
- 1989: Ghostbusters II
- 1989: Lock Up – Überleben ist alles
- 1989: Nightmare on Elm Street 5 – Das Trauma
- 1989: Von Bullen aufs Kreuz gelegt (An Innocent Man)
- 1989: Halloween 5 – Die Rache des Michael Myers
- 1990: Der Harte und der Zarte
- 1990: Secret Agent 00 Soul
- 1990: Komm und sieh das Paradies
- 1990: Total Recall – Die totale Erinnerung
- 1990: Der Exorzist III
- 1990: Hart auf Sendung
- 1990: Von allen Geistern besessen
- 1991: Eve 8 – Außer Kontrolle
- 1991: Das Schweigen der Lämmer
- 1991: Ein Foto für den Mörder (Fatal Exposure; Fernsehfilm)
- 1991: Space Killers (Not of this World; Fernsehfilm)
- 1991: Die blonde Versuchung
- 1991: Der Ritter aus dem All
- 1991: Wehrlos
- 1991: Hexenjagd in L.A. (Fernsehfilm)
- 1991: Lederjacken – Sie kennen kein Gesetz (Leather Jackets)
- 1991: Last Boy Scout – Das Ziel ist Überleben
- 1992: Scary – Horrortrip in den Wahnsinn (The Vagrant)
- 1992: Fatale Begierde
- 1992: Dr. Giggles
- 1993: Boiling Point – Die Bombe tickt
- 1993: Excessive Force – Das Gesetz in seinen Händen (Excessive Force)
- 1993: Hot Shots! Der zweite Versuch
- 1993: Undercover Blues – Ein absolut cooles Trio
- 1993: Mein Freund, der Entführer
- 1994: Immer Ärger um Dojo
- 1994: Holy Days
- 1994: Cops & Robbersons – Das haut den stärksten Bullen um
- 1994: Viper – Ein Ex-Cop räumt auf
- 1994: The Last Days of Paradise (There Goes My Baby)
- 1995: Outbreak – Lautlose Killer
- 1995: Halloween 6 – Der Fluch des Michael Myers
- 1995: Casino
- 1996: Operation: Broken Arrow
- 1996: Set It Off
- 1996: Mars Attacks!
- 1997: Die schrillen Vier in Las Vegas
- 1997: Eine tödliche Blondine
- 1998: Grasalarm – Homegrown
- 1998: Rush Hour
- 1998: Practice – Die Anwälte (Fernsehserie)
- 1999: Fünf Freunde in geheimer Mission
- 2000: Good Vibrations – Sex vom anderen Stern
- 2000: Der Sturm
- 2000: The District – Einsatz in Washington (Fernsehserie)
- 2000: Teuflisch
- 2002: Spider-Man
- 2002: Behind the Action: Stuntmen in the Movies (Dokumentation)
- 2002: Meine ersten zwanzig Millionen
- 2004: Wie ein einziger Tag
- 2004: Deadwood (Fernsehserie)
- 2004: Wedding Daze (Fernsehfilm)
- 2012: Aggression Scale – Der Killer in dir (The Aggression Scale)
- 2012: The Thompsons
- 2013: Cheap Thrills

### Sonstiges
- 1994: Ground Zero Texas (Computerspiel; Sprechrolle)
- 2021: Ground Zero Texas: Nuclear Edition (Computerspiel; Sprechrolle)